# Violante de Hungría
Violante o Yolanda de Hungría (en húngaro: Magyarországi Jolán; Estrigonia, Hungría c. 1215 – Huesca, 9 de octubre de 1251) fue reina de Aragón después de casarse en 1235 con Jaime I de Aragón, el Conquistador, de quien fue la segunda esposa. Violante era medio hermana por parte de padre de Santa Isabel de Hungría.

## Biografía
Violante fue hija del rey Andrés II de Hungría y de su segunda esposa Yolanda de Courtenay. Se pensó que su dote significaría una aportación de dinero y territorios a la Corona de Aragón, que en realidad nunca se hizo, ya que el reinado de Andrés II se hallaba sumido en cierta crisis por los cada vez más pujantes señores feudales que debilitaban el poder de la corona húngara ante la ausencia del monarca en su reino. Andrés II había conducido la Quinta Cruzada y planeaba aspirar para el trono de Constantinopla, extendiendo su influencia por oriente, así, una de sus estrategias fue tomar por esposa a la hija de Pedro II de Courtenay, emperador del Imperio Latino de Constantinopla, y nieto del rey Luis VI de Francia. Probablemente considerando lo anterior, por instrucciones del Papa, Violante fue comprometida en 1234 con el rey hispánico, y el matrimonio de los dos fue celebrado el 8 de septiembre de 1235 en Barcelona. La princesa húngara arribó con un séquito de más de cien personas y recibió de su padre como regalo de bodas entre muchas cosas un exquisito tocado de piedras preciosas.
Violante impulsó de forma decisiva la conquista del reino de Valencia en 1238 y participó activamente en la política real. Se implicó sobre todo en las particiones de la herencia que quedarían a los hijos que tuvo con Jaime I, tratando de enemistar al rey con Alfonso de Aragón, hijo de su primer matrimonio con Leonor de Castilla.
Conquistada Morella, al ceder Jaime I el señorío a Blasco de Alagón, se reservó la dehesa de Vallivana, que dio a su segunda esposa, doña Violante, pero como a los ocho años (1241) que el de Alagón había concedido su carta puebla a los morellanos, habíase aumentado admirablemente el vecindario, la reina quiso manifestar el aprecio que les tenía, renunciando en su favor la grande dehesa de Vallivana y Salvasoria, para que sirviese de baldío para los de Morella y aldeas de su jurisdicción. El texto íntegro del documento es el siguiente:

Manifestum sit omnibus, quod Ioles, Regina Aragonum, Majoricarum et Valentiae, Cometisa Barchinonae et Urgeli, et Domina Montispesulani. Damus concedimus et laudamus vobis populatoribus de Morella et de termino ipsius, presentibus et futuris, pro vedato seu dehesa totum illum montem, qui vocatur Vallivana et Salvasorria, situm afrontatum, ex prima parte cum término de Catin, et ex secunda cum término de Aras, et ex tertia parte cum serra de Ballibona, et ex cuarta parte sicut aquae labuntur circa dictum términum. Predictum utrumque montem, cum suis introitibus et egresibus et regresibus, agueis, paseis, vanationibus et pertinentibus universis, damus et concedimus vobis, dictis populatoribus, liberum et franchum ad vestras vestrorumque propias voluntates. Mandamus igitur firmiter et stricte, quod nullus homo praeter vos dictos populatores, audeat vel presumat incidere ligna, cremare, venare vel pascere in dicta dehesa vel termino ejus, sicut in praedictis affrontiationibus continetur. Dat. Barchinon. IV Idus Januarii anno Dmni. MCCXLI. Hujus rei testes sunt Dm. Arnaldus Corella, Dom. Joanes Pet. de Tarracona, Dom. Fortunjus Goya, Dom. Santius de Fraga; et ego Mag. Guido, qui mandato Dmae Reginae hoc scribi feci, loco, die et anno prefixo.

Desde el 10 de enero de 1241, la dehesa de Vallivana y Salvasoria fue común, no sólo para los vecinos de Morella, sí que también para las demás aldeas.

## Familia santa
Violante contó con un círculo familiar cercano donde abundaron las beatificaciones y canonizaciones. Si bien la Casa de Árpád húngara ha sido la familia que más santos y beatos ha dado la Iglesia Católica, es importante precisar los casos más inmediatos a Violante. Por una parte, su hermana mayor fue Santa Isabel de Hungría. Igualmente, sus sobrinas, las hijas de su hermano Bela IV de Hungría fueron Santa Cunegunda de Polonia, Santa Margarita de Hungría, la beata Yolanda de Polonia y la beata Constanza de Hungría. Irónicamente el padre de Violante, el rey Andrés II de Hungría, fue excomulgado en dos oportunidades al no cumplir a cabalidad las demandas papales de marcar a los judíos y de excluirlos de los cargos públicos como se hizo costumbre durante el siglo XIII.

## Testamento, muerte y sepultura

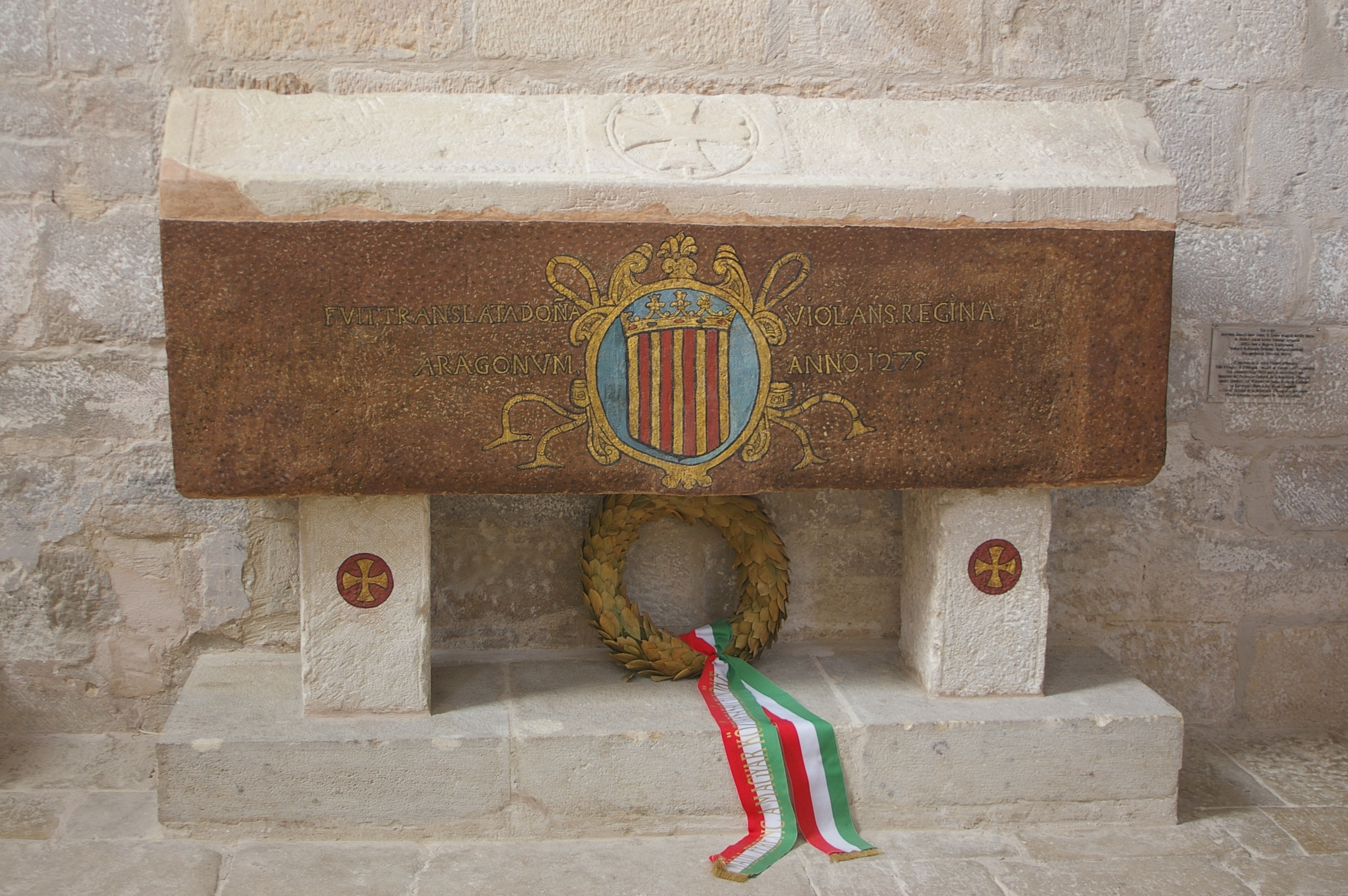
Sepulcro de la reina Violante de Hungría en el Real Monasterio de Santa María de Vallbona.

En 1250, la reina, debilitada, se retiró al santuario de Santa María de Salas (Huesca) donde murió de fiebres, el 12 de octubre de 1251 a los 35 años de edad. 
En su testamento dejó a los infantes Pedro, Jaime y Sancho, sus hijos, el condado de Posana, que tenía Bela IV, rey de Hungría, su hermano, y que a ella le había legado su madre. Menciona asimismo, a todas las hijas que tuvo de Jaime el Conquistador.
Los restos de la reina Violante de Hungría y los de su hija la infanta Sancha yacen en el presbiterio del monasterio cisterciense femenino de Vallbona de las Monjas, que había elegido para su sepultura y del cual había sido una gran benefactora. El sobrio sepulcro, adosado al muro del lado derecho del presbiterio, se alza sobre dos pilastras decoradas con cruces patadas inscritas en círculos de gules. La caja del sepulcro es de piedra rojiza y la cubierta, de dos vertientes, es de piedra blanca.
Las únicas ornamentaciones son una cruz patada en el centro de la cubierta del sepulcro, semejante a las que tiene en las pilastras que lo sustentan, pero es la de la tapa de mayor tamaño y está sin policromar, y tres escudos en los que se representa el Señal Real de Aragón, el escudo de los Reyes de Aragón. Uno de los escudos está en el lado visible del sepulcro y los otros dos en los lados menores. Sus restos fueron trasladados a este sepulcro en el año 1275, tal como se indica en una inscripción colocada en el lateral del sepulcro:

Fuit translata donna / Violans regina / Aragonum / anno 1276

Al parecer, los restos de la reina Violante de Hungría son los únicos que no han sido violados o destruidos de la dinastía de los Árpádes, de la que ella formó parte por ser hija de Andrés II de Hungría, y que reinó en Hungría hasta el siglo XIV.
En el año 2002 el gobierno de Hungría financió la restauración del sepulcro de la reina Violante mediante una donación de 12 000 euros, pero la comunidad monástica de Vallbona negó la autorización para examinar el contenido del sarcófago.

## Matrimonio y descendencia
Violante de Hungría y su esposo Jaime I el Conquistador tuvieron cuatro hijos y cinco hijas:
- Violante (1236-1301), mujer de Alfonso X el Sabio.
- Constanza (1238-1275), esposa del infante castellano Manuel, hermano de Alfonso X el Sabio.
- Pedro (futuro Pedro III el Grande), que le sucedió en los reinos de Aragón, Valencia y en los condados catalanes.
- Jaime (futuro Jaime II de Mallorca), que heredó el reino de Mallorca, que comprendía las islas Baleares —Mallorca, Menorca (todavía bajo el poder de un soberano musulmán aunque tributaria desde 1231), Ibiza y Formentera—, los condados del Rosellón y la Cerdaña y los territorios que el Conquistador conservaba en Occitania (el señorío de Montpellier, el vizcondado de Carlades, en Auvernia, y la baronía de Omelades, contigua a Montpellier).
- Fernando (1245-1250), que murió niño.
- Sancha (1246-c. 1275) que se hizo monja y murió en Tierra Santa.
- María (1247-1267), religiosa también.
- Isabel (1248-1271), esposa de Felipe III de Francia, hijo de San Luis de Francia.
- Sancho (1250-1275), arcediano de Belchite, abad de Valladolid y arzobispo de Toledo, falleció prisionero de los moros granadinos.

## Posteridad
Tiene calles dedicadas, a partir del siglo XIX, en Valencia, Zaragoza, Barcelona y en diferentes ciudades de las provincias de la antigua corona de Aragón.
Según la leyenda romántica, las frutas y verduras confitadas que forman parte del regalo típico de la  Mocadorada de San Dionisio, celebrada anualmente en Valencia por el aniversario de la conquista, tienen su origen en las frutas y hortalizas que los musulmanes valencianos ofrecieron a Jaime y Violante cuando les rindieron la ciudad.
La reina constituye también uno de los personajes principales de la Hermandad de los Caballeros de la Conquista de Castellón de la Plana.
Los Gigantes de Barcelona Ciudad reproducen las figuras de Violante y Jaime I. 
En Borjas Blancas, también encontramos una gigante que representa a la misma reina. Esta lleva un escudo de la dinastía Árpád en la parte de la cintura.